# Liste des U-Boote de la Seconde Guerre mondiale U-501 à U-750
La liste des U-Boote de la Seconde Guerre mondiale U-501 à U-750  est l'inventaire des sous-marins allemands utilisés par la Kriegsmarine pendant la Seconde Guerre mondiale.
La mise en service de ces U-Boote s'échelonne de 1941 à 1944.

NB: U-Boote est le pluriel de U-Boot en allemand.
La liste suivante est triée par numéro de désignation officielle des U-Boote.

## Légendes
- †  = Détruit par l'ennemi
- ?  = Disparu
- §  = Rendu à l'ennemi ou capturé
- ×  = Accident ou coulé
- R  = Retiré du service (mis à la casse, démolition ou autre opération)

## U-501 à U-550
| Désignation | Type    | Mis en service    | Mis hors service    |
| ----------- | ------- | ----------------- | ------------------- |
| U-501       | IX C    | 30 avril 1941     | † 10 septembre 1941 |
| U-502       | IX C    | 3 mai 1941        | † 5 juillet 1942    |
| U-503       | IX C    | 10 juillet 1941   | † 15 mars 1942      |
| U-504       | IX C    | 30 juillet 1941   | † 30 juillet 1943   |
| U-505       | IX C    | 26 août 1941      | § 4 juin 1944       |
| U-506       | IX C    | 15 septembre 1941 | † 12 juillet 1943   |
| U-507       | IX C    | 8 octobre 1941    | † 13 janvier 1943   |
| U-508       | IX C    | 20 octobre 1941   | † 12 novembre 1943  |
| U-509       | IX C    | 4 novembre 1941   | † 15 juillet 1943   |
| U-510       | IX C    | 25 novembre 1941  | $ 10 mai 1945       |
| U-511       | IX C    | 8 décembre 1941   | R août 1945         |
| U-512       | IX C    | 20 décembre 1941  | † 2 octobre 1942    |
| U-513       | IX C    | 10 janvier 1942   | † 19 juillet 1943   |
| U-514       | IX C    | 24 janvier 1942   | † 8 juillet 1943    |
| U-515       | IX C    | 21 février 1942   | † 9 avril 1944      |
| U-516       | IX C    | 21 février 1942   | § 14 mai 1945       |
| U-517       | IX C    | 21 mars 1942      | † 21 novembre 1942  |
| U-518       | IX C    | 25 avril 1942     | † 22 avril 1945     |
| U-519       | IX C    | 7 mai 1942        | ? 31 janvier 1943   |
| U-520       | IX C    | 19 mai 1942       | † 30 octobre 1942   |
| U-521       | IX C    | 3 juin 1942       | † 2 juin 1943       |
| U-522       | IX C    | 11 juin 1942      | † 23 février 1943   |
| U-523       | IX C    | 4 août 1942       | † 25 août 1943      |
| U-524       | IX C    | 8 juillet 1942    | † 22 mars 1943      |
| U-525       | IX C 40 | 30 juillet 1942   | † 11 août 1943      |
| U-526       | IX C 40 | 12 août 1942      | † 14 avril 1943     |
| U-527       | IX C 40 | 2 septembre 1942  | † 23 juillet 1943   |
| U-528       | IX C 40 | 16 septembre 1942 | † 11 mai 1943       |
| U-529       | IX C 40 | 30 septembre 1942 | ? 12 février 1943   |
| U-530       | IX C 40 | 14 octobre 1942   | § 10 juillet 1945   |
| U-531       | IX C 40 | 28 octobre 1942   | † 6 mai 1943        |
| U-532       | IX C 40 | 11 novembre 1942  | § 10 mai 1945       |
| U-533       | IX C 40 | 25 novembre 1942  | † 16 octobre 1943   |
| U-534       | IX C 40 | 23 décembre 1942  | † 5 mai 1945        |
| U-535       | IX C 40 | 23 décembre 1942  | † 5 juillet 1943    |
| U-536       | IX C 40 | 13 janvier 1943   | † 20 novembre 1943  |
| U-537       | IX C 40 | 27 janvier 1943   | † 9 novembre 1944   |
| U-538       | IX C 40 | 10 février 1943   | † 21 novembre 1943  |
| U-539       | IX C 40 | 24 février 1943   | § 8 mai 1945        |
| U-540       | IX C 40 | 10 mars 1943      | † 17 octobre 1943   |
| U-541       | IX C 40 | 24 mars 1943      | § 14 mai 1945       |
| U-542       | IX C 40 | 7 avril 1943      | † 28 novembre 1943  |
| U-543       | IX C 40 | 21 avril 1943     | † 2 juillet 1944    |
| U-544       | IX C 40 | 5 mai 1943        | † 16 janvier 1944   |
| U-545       | IX C 40 | 19 mai 1942       | † 10 février 1944   |
| U-546       | IX C 40 | 6 août 1943       | † 24 avril 1945     |
| U-547       | IX C 40 | 16 juin 1943      | R 31 décembre 1944  |
| U-548       | IX C 40 | 30 juin 1943      | † 19 avril 1945     |
| U-549       | IX C 40 | 14 juillet 1943   | † 29 mai 1944       |
| U-550       | IX C 40 | 28 juillet 1943   | † 16 avril 1944     |

## U-551 à U-600
| Désignation | Type  | Mis en service    | Mis hors service    |
| ----------- | ----- | ----------------- | ------------------- |
| U-551       | VII C | 7 novembre 1940   | † 23 mars 1944      |
| U-552       | VII C | 7 novembre 1940   | × 2 mai 1945        |
| U-553       | VII C | 23 décembre 1940  | ? 20 janvier 1943   |
| U-554       | VII C | 15 janvier 1941   | × 5 mai 1945        |
| U-555       | VII C | 30 janvier 1941   | R 1er mars 1945     |
| U-556       | VII C | 6 février 1941    | † 27 juin 1941      |
| U-557       | VII C | 13 février 1941   | † 16 décembre 1941  |
| U-558       | VII C | 20 février 1941   | † 20 juillet 1943   |
| U-559       | VII C | 27 février 1941   | † 30 octobre 1942   |
| U-560       | VII C | 6 mars 1941       | × 3 mai 1945        |
| U-561       | VII C | 13 mars 1941      | † 12 juillet 1943   |
| U-562       | VII C | 20 mars 1941      | † 19 février 1943   |
| U-563       | VII C | 27 mars 1941      | † 31 mai 1943       |
| U-564       | VII C | 3 avril 1941      | † 14 juin 1943      |
| U-565       | VII C | 10 avril 1941     | × 30 septembre 1944 |
| U-566       | VII C | 17 avril 1941     | † 24 octobre 1943   |
| U-567       | VII C | 24 avril 1941     | † 21 décembre 1941  |
| U-568       | VII C | 1er mai 1941      | † 29 mai 1942       |
| U-569       | VII C | 8 mai 1941        | † 22 mai 1943       |
| U-570       | VII C | 15 mai 1941       | § 27 août 1941      |
| U-571       | VII C | 22 mai 1941       | † 28 janvier 1944   |
| U-572       | VII C | 29 mai 1941       | † 3 août 1943       |
| U-573       | VII C | 5 juin 1941       | R 2 août 1942       |
| U-574       | VII C | 12 juin 1941      | † 19 décembre 1941  |
| U-575       | VII C | 19 juin 1941      | † 13 mars 1944      |
| U-576       | VII C | 26 juin 1941      | † 15 juillet 1942   |
| U-577       | VII C | 3 juillet 1941    | † 15 janvier 1942   |
| U-578       | VII C | 10 juillet 1941   | ? 6 août 1942       |
| U-579       | VII C | 17 juillet 1941   | † 5 mai 1945        |
| U-580       | VII C | 24 juillet 1941   | † 11 novembre 1941  |
| U-581       | VII C | 31 juillet 1941   | † 2 février 1942    |
| U-582       | VII C | 7 août 1941       | † 5 octobre 1942    |
| U-583       | VII C | 14 août 1941      | × 15 novembre 1941  |
| U-584       | VII C | 21 août 1941      | † 31 octobre 1943   |
| U-585       | VII C | 28 août 1941      | × 30 mars 1942      |
| U-586       | VII C | 4 septembre 1941  | † 5 juillet 1944    |
| U-587       | VII C | 11 septembre 1941 | † 27 mars 1942      |
| U-588       | VII C | 18 septembre 1941 | † 31 juillet 1942   |
| U-589       | VII C | 25 septembre 1941 | † 14 septembre 1942 |
| U-590       | VII C | 2 octobre 1941    | † 9 juillet 1943    |
| U-591       | VII C | 9 octobre 1941    | † 30 juillet 1943   |
| U-592       | VII C | 16 octobre 1941   | † 31 janvier 1944   |
| U-593       | VII C | 23 octobre 1941   | † 13 décembre 1943  |
| U-594       | VII C | 30 octobre 1941   | † 4 juin 1943       |
| U-595       | VII C | 6 novembre 1941   | † 14 novembre 1942  |
| U-596       | VII C | 13 novembre 1941  | × 24 septembre 1944 |
| U-597       | VII C | 20 novembre 1941  | † 12 octobre 1942   |
| U-598       | VII C | 27 novembre 1941  | † 23 juillet 1943   |
| U-599       | VII C | 4 décembre 1941   | † 24 octobre 1942   |
| U-600       | VII C | 11 décembre 1941  | † 25 novembre 1943  |

## U-601 à U-650
| Désignation | Type  | Mis en service    | Mis hors service           |
| ----------- | ----- | ----------------- | -------------------------- |
| U-601       | VII C | 18 décembre 1941  | † 25 février 1944          |
| U-602       | VII C | 29 décembre 1941  | ? April 1943               |
| U-603       | VII C | 2 janvier 1942    | ? 19 février 1944          |
| U-604       | VII C | 8 janvier 1942    | × 11 août 1943             |
| U-605       | VII C | 15 janvier 1942   | † 14 novembre 1942         |
| U-606       | VII C | 22 janvier 1942   | † 22 février 1943          |
| U-607       | VII C | 29 janvier 1942   | † 13 juillet 1943          |
| U-608       | VII C | 5 février 1942    | † 10 août 1944             |
| U-609       | VII C | 12 février 1942   | † 7 février 1943           |
| U-610       | VII C | 19 février 1942   | † 8 octobre 1943           |
| U-611       | VII C | 26 février 1942   | † 8 décembre 1942          |
| U-612       | VII C | 5 mars 1942       | × 6 août 1944 † 2 mai 1945 |
| U-613       | VII C | 12 mars 1942      | † 23 juillet 1943          |
| U-614       | VII C | 19 mars 1942      | † 29 juillet 1943          |
| U-615       | VII C | 26 mars 1942      | † 7 août 1943              |
| U-616       | VII C | 2 avril 1942      | × 17 mai 1944              |
| U-617       | VII C | 9 avril 1942      | † 12 septembre 1943        |
| U-618       | VII C | 16 avril 1942     | † 14 août 1944             |
| U-619       | VII C | 23 avril 1942     | † 5 octobre 1942           |
| U-620       | VII C | 30 avril 1942     | † 13 février 1943          |
| U-621       | VII C | 7 mai 1942        | † 18 août 1944             |
| U-622       | VII C | 14 mai 1942       | † 24 juillet 1943          |
| U-623       | VII C | 21 mai 1942       | † 21 février 1943          |
| U-624       | VII C | 28 mai 1942       | † 7 février 1943           |
| U-625       | VII C | 4 juin 1942       | † 10 mars 1944             |
| U-626       | VII C | 11 juin 1942      | ? 14 décembre 1942         |
| U-627       | VII C | 18 juin 1942      | † 27 octobre 1942          |
| U-628       | VII C | 25 juin 1942      | † 3 juillet 1943           |
| U-629       | VII C | 2 juillet 1942    | † 7 juin 1944              |
| U-630       | VII C | 9 juillet 1942    | † 6 mai 1943               |
| U-631       | VII C | 16 juillet 1942   | † 17 octobre 1943          |
| U-632       | VII C | 23 juillet 1942   | † 6 avril 1943             |
| U-633       | VII C | 30 juillet 1942   | † 10 mars 1943             |
| U-634       | VII C | 6 août 1942       | † 30 août 1943             |
| U-635       | VII C | 13 août 1942      | † 5 avril 1943             |
| U-636       | VII C | 20 août 1942      | † 21 avril 1945            |
| U-637       | VII C | 27 août 1942      | § 8 mai 1945               |
| U-638       | VII C | 3 septembre 1942  | † 5 mai 1943               |
| U-639       | VII C | 10 septembre 1942 | † 28 août 1943             |
| U-640       | VII C | 17 septembre 1942 | † 14 mai 1943              |
| U-641       | VII C | 24 septembre 1942 | † 19 janvier 1944          |
| U-642       | VII C | 1er octobre 1942  | † 5 juillet 1944           |
| U-643       | VII C | 8 octobre 1942    | † 8 octobre 1943           |
| U-644       | VII C | 15 octobre 1942   | † 7 avril 1943             |
| U-645       | VII C | 22 octobre 1942   | ? 12 décembre 1943         |
| U-646       | VII C | 29 octobre 1942   | † 17 mai 1943              |
| U-647       | VII C | 5 novembre 1942   | ? 28 juillet 1943          |
| U-648       | VII C | 12 novembre 1942  | ? 22 novembre 1943         |
| U-649       | VII C | 19 novembre 1942  | × 24 février 1943          |
| U-650       | VII C | 26 novembre 1942  | † 7 janvier 1945           |

## U-651 à U-700
| Désignation   | Type     | Mis en service             | Mis hors service         |
| ------------- | -------- | -------------------------- | ------------------------ |
| U-651         | VII C    | 12 février 1941            | † 29 juin 1941           |
| U-652         | VII C    | 3 avril 1941               | † 2 juin 1942            |
| U-653         | VII C    | 25 mai 1941                | † 15 mars 1944           |
| U-654         | VII C    | 5 juillet 1941             | † 22 août 1942           |
| U-655         | VII C    | 11 août 1941               | † 24 mars 1942           |
| U-656         | VII C    | 17 septembre 1941          | † 1er mars 1942          |
| U-657         | VII C    | 8 octobre 1941             | † 17 mai 1943            |
| U-658         | VII C    | 5 novembre 1941            | † 30 octobre 1942        |
| U-659         | VII C    | 9 décembre 1941            | † 4 mai 1943             |
| U-660         | VII C    | 8 janvier 1942             | × 12 novembre 1942       |
| U-661         | VII C    | 12 février 1942            | † 15 octobre 1942        |
| U-662         | VII C    | 9 avril 1942               | † 21 juillet 1943        |
| U-663         | VII C    | 14 mai 1942                | † 8 mai 1943             |
| U-664         | VII C    | 17 juin 1942               | † 9 août 1943            |
| U-665         | VII C    | 22 juillet 1942            | ? 22 mars 1943           |
| U-666         | VII C    | 26 août 1942               | ? 10 février 1944        |
| U-667         | VII C    | 21 octobre 1942            | † 25 août 1944           |
| U-668         | VII C    | 16 novembre 1942           | § 8 mai 1945             |
| U-669         | VII C    | 16 décembre 1942           | ? 8 septembre 1943       |
| U-670         | VII C    | 26 janvier 1943            | × 20 août 1943           |
| U-671         | VII C    | 3 mars 1943                | † 5 août 1944            |
| U-672         | VII C    | 6 avril 1943               | † 18 juillet 1944        |
| U-673         | VII C    | 8 mai 1943                 | × 24 octobre 1944        |
| U-674         | VII C    | 15 janvier 1943            | † 2 mai 1944             |
| U-675         | VII C    | 14 juillet 1943            | † 24 mai 1944            |
| U-676         | VII C    | 4 août 1943                | † 12 février 1945        |
| U-677         | VII C    | 20 septembre 1943          | × 8 mai 1945             |
| U-678         | VII C    | 25 octobre 1943            | † 6 juillet 1944         |
| U-679         | VII C    | 29 novembre 1943           | † 9 janvier 1945         |
| U-680         | VII C    | 23 décembre 1943           | § 5 mai 1945             |
| U-681         | VII C    | 3 février 1944             | † 11 mars 1945           |
| U-682         | VII C    | 17 avril 1944              | † 11 mars 1945           |
| U-683         | VII C    | 30 mai 1944                | ? 20 février 1945        |
| U-684 à U-686 | VII C    | Non fini                   | Annulé 23 septembre 1944 |
| U-687         | VII C 41 | Suspendu 3 novembre 1943   | Annulé 22 juillet 1944   |
| U-688 à U-698 | VII C 41 | Suspendu 30 septembre 1943 | Annulé 22 juillet 1944   |
| U-699 à U-700 | VII C 42 |                            | Annulé 6 novembre 1943   |

## U-701 à U-750
| Désignation   | Type     | Mis en service             | Mis hors service       |
| ------------- | -------- | -------------------------- | ---------------------- |
| U-701         | VII C    | 16 juillet 1941            | † 7 juillet 1942       |
| U-702         | VII C    | 3 septembre 1941           | † 31 mars 1942         |
| U-703         | VII C    | 9 août 1940                | ? 16 septembre 1944    |
| U-704         | VII C    | 26 août 1940               | R 3 mai 1945           |
| U-705         | VII C    | 30 décembre 1941           | † 3 septembre 1942     |
| U-706         | VII C    | 16 mars 1942               | † 3 août 1943          |
| U-707         | VII C    | 1er juillet 1942           | † 9 novembre 1943      |
| U-708         | VII C    | 24 juillet 1942            | × 3 mai 1945           |
| U-709         | VII C    | 12 août 1942               | ? 19 février 1944      |
| U-710         | VII C    | 2 septembre 1942           | † 24 avril 1943        |
| U-711         | VII C    | 26 septembre 1942          | † 4 mai 1945           |
| U-712         | VII C    | 5 novembre 1942            | § 9 mai 1945           |
| U-713         | VII C    | 29 décembre 1942           | ? 24 février 1944      |
| U-714         | VII C    | 10 février 1943            | † 14 mars 1945         |
| U-715         | VII C    | 17 mars 1943               | † 13 juin 1944         |
| U-716         | VII C    | 15 avril 1943              | § 9 mai 1945           |
| U-717         | VII C    | 19 mai 1943                | × 2 mai 1945           |
| U-718         | VII C    | 25 juin 1943               | × 18 novembre 1943     |
| U-719         | VII C    | 27 juillet 1943            | † 26 juin 1944         |
| U-720         | VII C    | 17 septembre 1943          | § 5 mai 1945           |
| U-721         | VII C    | 8 novembre 1943            | × 5 mai 1945           |
| U-722         | VII C    | 15 décembre 1943           | † 27 mars 1945         |
| U-723 à U-724 | VII C 41 | Non attribué               |                        |
| U-725 à U-730 | VII C 41 | Suspendu 30 septembre 1943 | Annulé 22 juillet 1944 |
| U-731         | VII C    | 3 octobre 1942             | † 15 mai 1944          |
| U-732         | VII C    | 24 octobre 1942            | † 31 octobre 1943      |
| U-733         | VII C    | 14 novembre 1942           | × 5 mai 1945           |
| U-734         | VII C    | 5 décembre 1942            | † 9 février 1944       |
| U-735         | VII C    | 28 décembre 1942           | † 28 décembre 1944     |
| U-736         | VII C    | 16 janvier 1943            | † 6 août 1944          |
| U-737         | VII C    | 30 janvier 1943            | × 19 décembre 1944     |
| U-738         | VII C    | 20 février 1943            | × 14 février 1944      |
| U-739         | VII C    | 6 mars 1943                | § 13 mai 1945          |
| U-740         | VII C    | 27 mars 1943               | † 8 juin 1944          |
| U-741         | VII C    | 10 avril 1943              | † 15 août 1944         |
| U-742         | VII C    | 1er mai 1943               | † 18 juillet 1944      |
| U-743         | VII C    | 15 mai 1943                | ? 22 août 1944         |
| U-744         | VII C    | 5 juin 1943                | † 6 mars 1944          |
| U-745         | VII C    | 19 juin 1943               | † 4 février 1945       |
| U-746         | VII C    | 4 juillet 1943             | × 5 mai 1945           |
| U-747         | VII C    | 17 juillet 1943            | × 3 mai 1945           |
| U-748         | VII C    | 31 juillet 1943            | × 5 mai 1945           |
| U-749         | VII C    | 14 août 1943               | † 4 avril 1945         |
| U-750         | VII C    | 26 août 1943               | × 5 mai 1945           |

### Sources
- (de) Cet article est partiellement ou en totalité issu de l’article de Wikipédia en allemand intitulé « Liste deutscher U-Boote (1935–1945)/U 501–U 750 » (voir la liste des auteurs).

- (en) Cet article est partiellement ou en totalité issu de l’article de Wikipédia en anglais intitulé « List of U-boats of Germany » (voir la liste des auteurs).